# Death by Numbers
Death by Numbers es un cortometraje documental estadounidense de 2024 coproducido y dirigido por Kim A. Snyder. La película narra el viaje de una sobreviviente de un tiroteo escolar, quien enfrenta a su agresor en una travesía poética hacia el empoderamiento. El filme tuvo su estreno mundial el 5 de octubre de 2024 en el Festival Internacional de Cine de Hamptons. Posteriormente, fue proyectado en el Festival de Cine de Woodstock el 19 de octubre de 2024.
El 23 de enero de 2025 fue nominado al Mejor Cortometraje Documental en la 97.ª edición de los Premios Óscar.

## Elenco
- Sam Fuentes
- Hiedra Schamis

## Lanzamiento
Death by Numbers tuvo su estreno mundial en el 32.ª Festival Internacional de Cine de Hamptons el 5 de octubre de 2024.
El 19 de octubre, se presentó como evento especial en el 25.ª Festival de Cine de Woodstock.
La película fue exhibida en Doc NYC el 20 de noviembre de 2024, como parte del programa Short Caretakers.
En diciembre de 2024, fue preseleccionado como Mejor Cortometraje Documental en la 97.ª edición de los Premios Óscar.